# Ташко Праматаров
Ташко Праматаров е български революционер, войвода на Вътрешната македоно-одринска революционна организация.

## Биография
Ташко Праматаров е роден в Битоля, тогава в Османската империя. Присъединява се към ВМОРО. При избухването на Балканската война в 1912 година е доброволец в Македоно-одринското опълчение и служи в чета №24 на Милан Матов. След Междусъюзническата война през 1913 година е самостоятелен битолски войвода. Убит е от сърбите на каменния мост „Свети Арахангел“, Битолско.